# 1878 in Italia
L'anno inizia con i decessi, a breve distanza l'uno dall'altro, del primo re d'Italia, Vittorio Emanuele II e dell'ultimo papa-re, Pio IX.

## Avvenimenti

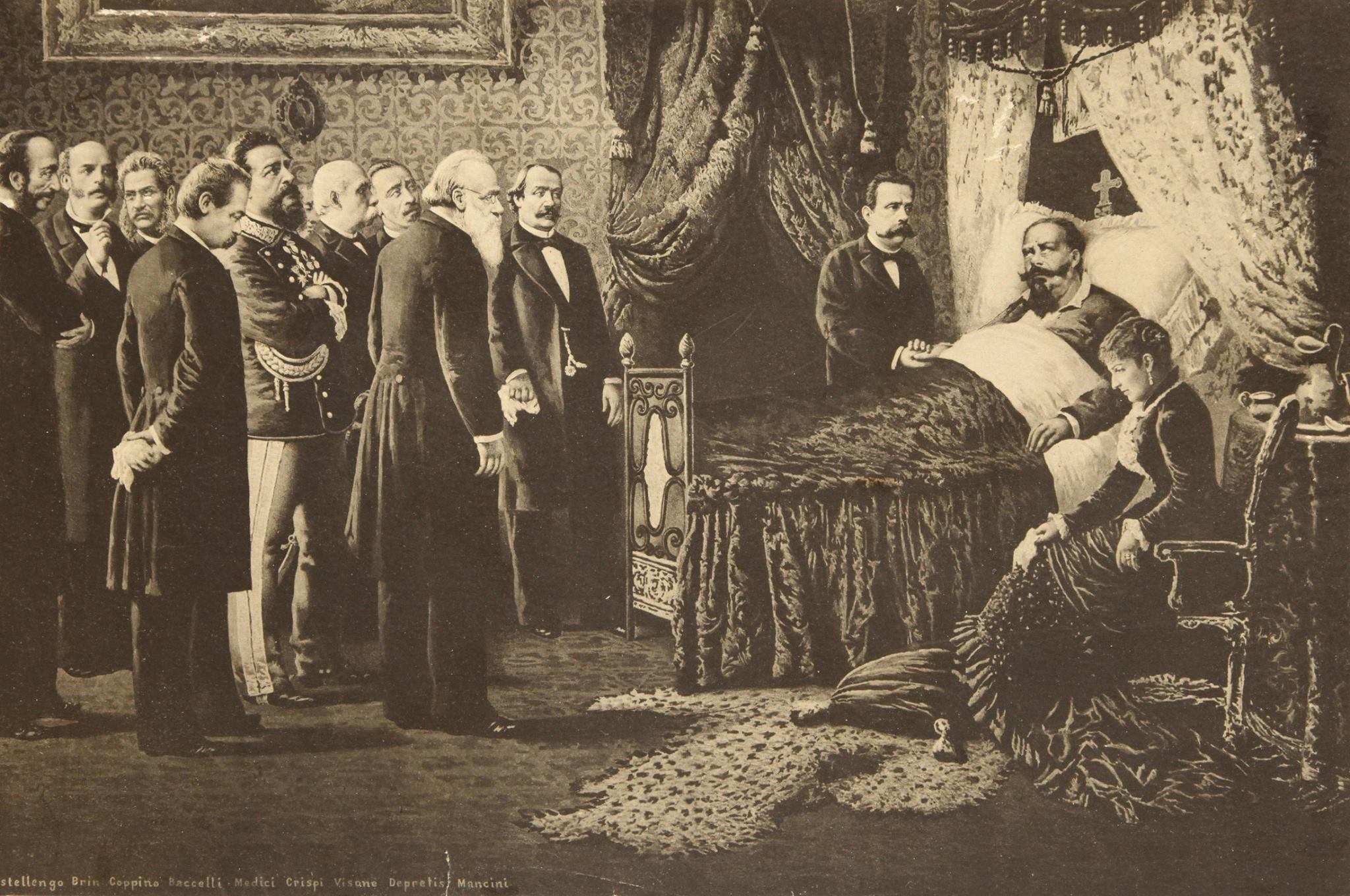
gli ultimi momenti di Vittorio Emanuele II, litografia di Ettore Ximenes

- 9 gennaio: muore Vittorio Emanuele II;  Umberto I sale al trono d'Italia[1] (finirà di regnare nel 1900).

- 7 febbraio: muore Pio IX, 255º papa e ultimo sovrano dello Stato Pontificio.

- 20 febbraio: è eletto pontefice Vincenzo Gioacchino Pecci che assume il nome di Leone XIII[2].

- 24 marzo: dimissioni di Depretis. Benedetto Cairoli diventa presidente del Consiglio (Governo Cairoli I)[3].

- 13 giugno-13 luglio:  l’Italia partecipa al Congresso di Berlino si sforza senza successo per ottenere l'acquisizione della provincia di Trento. Il plenipotenziario italiano, Luigi Corti, torna "con le mani pulite"[4]. 
Il rappresentante britannico dichiarò di non opporsi più alla presenza francese in Tunisia, con grande irritazione del governo italiano, che avrebbe poi cercato di ottenere per sé il protettorato tunisino. Durante il Congresso, il console italiano Maccio tentò di rompere il monopolio francese sulla costruzione di linee telegrafiche in Tunisia, cercando di ottenere la costruzione di un collegamento tra Tunisi e la Sicilia[5].

- 7 luglio: abolizione della tassa sul macinato. La misure non sarà applicata che progressivamente[6].

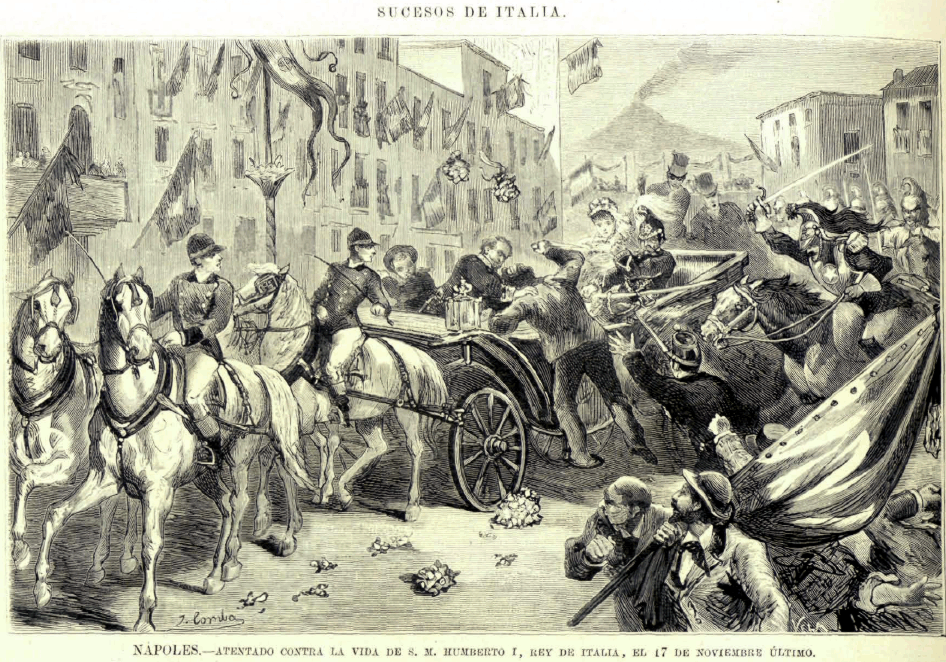
Attentato di Passanante.

- 17 novembre: attentato mancato contro  Umberto I a Napoli da parte di un giovane  anarchico, Giovanni Passannante.  L'attentato fornisce il pretesto per azioni repressive contro gli attivisti internazionalisti. Altri due attentatati hanno luogo a Firenze il 18 novembre e a Pisa il 20 novembre sul percorso delle manifestazioni a sostegno della famiglia reale[7].

- 19 dicembre: dimissioni di Benedetto Cairoli. Agostino Depretis forma un nuovo governo (governo Depretis III), riservando a sé stesso i ministeri dell’Interno e degli Affari esteri[8].

- viene realizzata a Roma Villa Mirafiori, residenza ufficiale di Rosa Vercellana, contessa di Mirafiori e favorita di re Vittorio Emanuele II; proprio a villa Mirafiori, l'7 ottobre 1877, con i lavori ancora non completata, la contessa e il re vi contrassero il matrimonio civile[9]. Dopo la morte del re la contessa si trasferì a Pisa.

- viene emessa la prima serie di sei figurine Liebig in lingua italiana.

## Cultura

### Archeologia
- a Corneto, nella necropoli dei Monterozzi, viene scoperta la tomba degli Àuguri.

### Arte
- Ettore Roesler Franz inizia la produzione di Roma sparita, una serie di che ritraggono la Roma di fine Ottocento.

### Letteratura
- escono:
  - Un grido, opera di Giovanni Rizzi che attacca Lorenzo Stecchetti e Giosuè Carducci
  - Auxilium un'opera di Pier Enea Guarnerio che intende rispondere a "Un grido" di Giovanni Rizzi che aveva attaccato violentemente Olindo Guerrini.
  - Nova polemica, opera di Lorenzo Stecchetti.
  - Praefatio, opera di Luigi Alberti, che contesta il verismo poetico di Lorenzo Stecchetti e Giosuè Carducci.
  - Prime armi è il canzoniere del ribelle dei ribelli di  Girolamo Ragusa Moleti.
  - Rosso Malpelo, una novella di Giovanni Verga.
  - La desinenza in A, un romanzo di Carlo Dossi.

### Stampa
- 8 dicembre: Luigi Cesana fonda a Roma il Messaggero.

### Musei
- è fondato a Torino, con il nome di "Ricordo nazionale di Vittorio Emanuele II" il Museo nazionale del Risorgimento italiano